# 登泽尔·瓦伦丁
登泽尔·罗伯特· 瓦伦丁（英語：Denzel Robert Valentine，1993年11月16日—），美国职业篮球运动员，现效力于NBL的Sydney Kings。

## 職業生涯
2016年6月23日，瓦伦丁在2016年NBA选秀大会上以总第14顺位被芝加哥公牛队选中。